# Fleurs d'hiver
Pour plus de détails, voir Fiche technique et Distribution.
Fleurs d'hiver (冬の華, Fuyu no hana) est un film japonais réalisé par Yasuo Furuhata et sorti en 1978.

## Synopsis
Hideji Kanno, membre d'un clan yakuza de Yokohama sort de prison après avoir purgé une peine de quinze années d'emprisonnement pour le meurtre de Matsuoka qui avait trahi leur boss. Matuoka avait une fille de trois ans, Yōko, au moment des faits et Hideji s'est assuré par l'intermédiaire de son ami Kōkichi Minami que cette dernière ne manque de rien et suive une éducation de jeune fille normale. Yōko ignore tout de l'implication de Hideji dans la mort de son père et elle pense que son bienfaiteur est un oncle vivant à l'étranger.

## Fiche technique
- Titre : Fleurs d'hiver
- Titre original : 冬の華 (Fuyu no hana?)
- Titre anglais : Winter's Flower
- Réalisation : Yasuo Furuhata
- Scénario : Sō Kuramoto (en)
- Photographie : Hanjirō Nakazawa
- Montage : Kōzō Horiike
- Musique : Claude Ciari (ja)
- Production : Keiichi Hashimoto et Kōji Shundō
- Sociétés de production : Tōei
- Direction artistique : Norimichi Igawa
- Pays d'origine :  Japon
- Langue originale : japonais
- Format : couleurs — 1,85:1 — 35 mm — son mono
- Genre : yakuza eiga et drame
- Durée : 121 minutes[1]
- Date de sortie :
  - Japon : 17 juin 1978[1]

## Distribution
- Ken Takakura : Hideji Kanno
- Kimiko Ikegami (en) : Yōko Matsuoka
- Kunie Tanaka : Kōkichi Minami, membre du clan Toryukai
- Yōichi Miura (ja) : Otohiko Takeda, membre du clan Toryukai
- Susumu Fujita : Ryōkichi Sakata, le chef du clan Toryukai
- Yoshiko Yashioji : Fumi Sakata, sa femme
- Kin'ya Kitaōji : Michirō Sakata, leur fils
- Isao Natsuyagi : Michio Tachibana, membre du clan Toryukai
- Asao Koike : Osamu Yamabe, membre du clan Toryukai
- Minori Terada (en) : Takehiko Yamamoto, membre du clan Toryukai, a travaillé sous les ordres de Kanno
- Bin Amatsu (ja) : Shunsuke Nakai, membre du clan Toryukai
- Rin'ichi Yamamoto (ja) : Gorō Ōya, membre du clan Toryukai
- Tōru Minegishi : Minaken, membre du clan Toryukai, a travaillé sous les ordres de Kanno
- Asei Kobayashi (en) : Saburō Kakinuma, membre du clan Toryukai
- Kenji Imai (en) : Tomikichi Ishii, membre du clan Toryukai
- Masataka Iwao (ja) : Tetsuji Takahata, membre du clan Toryukai sous les ordres d'Ishii
- Nenji Kobayashi : Daisuke Mukai, membre du clan Toryukai
- Kayoko Tominaga : Kiichirō Hanai, ex-membre du clan Toryukai qui tient un petit restaurant, a travaillé sous les ordres de Kanno
- Masumi Okada (en) : Nobuyoshi Saegusa, le chef du clan du Kansai
- Ryō Ikebe : Kōtarō Matsuoka, assassiné par Kanno
- Mitsuko Baishō : Merī, la prostituée envoyée par Ishii
- Hideji Ōtaki : Ichirō
- Shōichi Ozawa : Chan
- Shōtarō Hayashi (ja) : le propriétaire de la galerie d'art

## Distinction
- 1979 : Isao Natsuyagi est nommé pour le prix du meilleur acteur dans un second rôle aux Japan Academy Prize pour Fleurs d'hiver et Yasei no shōmei[2]